# Championnat du Kosovo de football 2019-2020
Navigation
Édition précédente Édition suivante
La Superliga du Kosovo 2019-2020 est la 21e édition du Championnat du Kosovo de football également appelé IPKO Superliga pour des raisons de sparrainage. La saison a débuté le 17 août 2019. Douze équipes disputent cette compétition. Chacune d'entre d'elles affronte l'ensemble des autres équipes pour un total de 33 matchs.  Le champion sortant est KF Feronikeli.
Cette édition du championnat est la dernière avec 12 clubs participants ; en effet, la Fédération décide d'une réduction de l'élite à 10 clubs. Pour effectuer la transition, quatre clubs vont être reléguées tandis que 2 clubs de deuxième division vont être promus.
La compétition connaît une suspension mi-mars en raison de la pandémie de Covid-19 ; le championnat reprend le 5 juin 2020.

## Équipes participantes
| Équipe            | Ville     | Stade                  |
| ----------------- | --------- | ---------------------- |
| KF Drenica        | Skenderaj | Bajram Aliu            |
| KF Drita          | Gjilan    | Gjilan City            |
| KF Feronikeli     | Glogovac  | Rexhep Rexhepi         |
| KF Flamurtari     | Pristina  | Flamurtari             |
| KF Gjilani        | Gjilan    | Gjilan City            |
| KF Llapi Podujeve | Podujevo  | Zahir Pajaziti         |
| FC Pristina       | Pristina  | Shahin Haxhiislami     |
| KF Trepça'89      | Mitrovicë | Riza Lushta            |
| KF Ferizaj        | Ferizaj   | Ismet Shabani          |
| KF Ballkani       | Suva Reka | Suva Reka City Stadium |
| KF Vushtrria      | Vučitrn   | Ferki Aliu Stadium     |
| KF Dukagjini      | Klina     | 18 June Stadium        |

## Classement
| Rang | Équipe            | Pts | J  | G  | N  | P  | Bp | Bc | Diff |
| ---- | ----------------- | --- | -- | -- | -- | -- | -- | -- | ---- |
| 1    | KF Drita          | 68  | 33 | 21 | 5  | 7  | 57 | 23 | +34  |
| 2    | KF Gjilan         | 68  | 33 | 21 | 5  | 7  | 61 | 27 | +34  |
| 3    | KF Ballkani       | 67  | 33 | 19 | 10 | 4  | 59 | 25 | +34  |
| 4    | FC Pristina C     | 62  | 33 | 18 | 8  | 7  | 59 | 25 | +34  |
| 5    | KF Feronikeli T   | 47  | 33 | 14 | 5  | 14 | 50 | 40 | +10  |
| 6    | KF Llapi Podujeve | 45  | 33 | 13 | 6  | 14 | 51 | 62 | -11  |
| 7    | KF Trepça'89      | 44  | 33 | 12 | 8  | 13 | 55 | 55 | 0    |
| 8    | KF Drenica        | 44  | 33 | 12 | 8  | 13 | 39 | 40 | -1   |
| 9    | KF Flamurtari     | 43  | 33 | 12 | 7  | 14 | 42 | 56 | -14  |
| 10   | KF Ferizaj        | 29  | 33 | 9  | 2  | 22 | 34 | 70 | -36  |
| 11   | KF Vushtrria P    | 21  | 33 | 5  | 6  | 22 | 34 | 76 | -42  |
| 12   | KF Dukagjini P    | 19  | 33 | 5  | 4  | 24 | 27 | 69 | -42  |

Qualifications européennes
Ligue des champions 2020-2021
- Tour préliminaire

Ligue Europa 2020-2021
- Tour préliminaire

Relégation
- Relégation

Abréviations
T : Tenant du titre

C : Vainqueur de la Coupe du Kosovo

P : Promu
Le KF Drita devance le KF Gjilan aux confrontations directes.
Les clubs suivants n'ont pas de licence UEFA, et ne pourront pas participer à une compétition européenne :
- KF Drenica
- KF Ferizaj
- KF Flamurtari
- KF Vushtrria
- KF Dukagjini